# Buzić Mahala
Buzić Mahala (en cyrillique : Бузић Махала) est un village de Bosnie-Herzégovine. Il est situé dans la municipalité de Visoko, dans le canton de Zenica-Doboj et dans la fédération de Bosnie-et-Herzégovine. Selon les premiers résultats du recensement bosnien de 2013, il compte 1 207 habitants.

## Géographie
Le village est situé au bord de la rivière Suvaja, un affluent de la Bosna.

## Démographie

### Évolution historique de la population dans la localité
| 1948 | 1953 | 1961 | 1971 | 1981  | 1991  | 2013  |
| ---- | ---- | ---- | ---- | ----- | ----- | ----- |
| -    | -    | 691  | 994  | 1 005 | 1 163 | 1 207 |

|  |